# Habroichthys
Habroichthys es un género extinto de peces actinopterigios prehistóricos. Fue descrito por Brough en 1939.
Vivió en Austria, China, Italia, Eslovenia y Suiza.